# Salonicco
Salonicco (in greco Θεσσαλονίκη?, Thessalonìki), toponimo italiano moderno corrispondente all'antico Tessalonica, è la seconda città della Grecia per numero di abitanti e la prima e più importante dell’area geografica di Macedonia, situata ai confini settentrionali del territorio ellenico. È inoltre il capoluogo della Regione Macedonia Centrale e della Città Metropolitana di Salonicco.
Il comune di Salonicco in senso stretto conta 319.045 abitanti (censimento 2021), mentre l'area metropolitana – che giace su una baia del golfo Termaico alla testa della penisola Calcidica – ha in totale 1.092.919 abitanti. A seguito della riforma amministrativa detta programma Callicrate in vigore dal gennaio 2011 che ha abolito le prefetture e accorpato numerosi comuni, la superficie del comune è ora di 19 km². 
Salonicco è oggi un fiorente centro industriale, economico e culturale, e un punto nevralgico per i trasporti nel sud-est d'Europa: da qui passano infatti i corridoi stradali europei E65 e E90. Salonicco è inoltre il secondo porto più grande della Grecia dopo quello del Pireo di Atene per trasporto di container. La città presenta diverse tracce della dominazione ottomana e della comunità ebraica, che prima della seconda guerra mondiale era una delle più numerose d'Europa, oltre che numerosissimi esempi di architettura bizantina e paleocristiana, che sono stati nominati patrimonio dell'umanità dall'UNESCO. Ogni anno dal 1926 è sede della Fiera Internazionale di Salonicco (Διεθνής Έκθεση Θεσσαλονίκης), e dal 1960 dell'International Thessaloniki Film Festival. La città è stata inoltre capitale europea della gioventù per l'anno 2014.
È chiamata ufficiosamente Συμπρωτεύουσα (Symprotevousa), ovvero co-capitale, titolo d'onore in quanto, accanto a Costantinopoli, era la Συμβασιλεύουσα (Symbasilevousa, cioè co-regnante) dell'Impero bizantino.

## Geografia fisica

### Clima
La città è caratterizzata da un clima mediterraneo, ma già a nord di Salonicco il clima è invece quello tipico dei Balcani, cioè di tipo nettamente montano o continentale a seconda dei luoghi. Pertanto anche nella stessa Salonicco in inverno sono comuni le gelate e non è raro assistere ad abbondanti nevicate. Viceversa, d'estate picchi di temperatura dell'ordine dei 40 gradi non sono fuori dalla norma. Accentuata è inoltre l'escursione termica annua, compresa tra i circa 5 gradi di media di gennaio e i circa 25 di luglio: si tratta perciò di un divario di 20 gradi, più marcato rispetto a quello tipico del regime climatico mediterraneo. Le precipitazioni sono relativamente scarse, come in tutta la fascia costiera orientale della Grecia, a causa dello sbarramento alle perturbazioni occidentali causato dai monti dei Balcani: esse si aggirano tra i 400 e i 500 mm e presentano un massimo relativo in primavera e in autunno e un minimo più spiccato nei due mesi estivi.
| Salonicco           | Mesi | Mesi | Mesi | Mesi | Mesi | Mesi | Mesi | Mesi | Mesi | Mesi | Mesi | Mesi | Stagioni | Stagioni | Stagioni | Stagioni | Anno |
| Salonicco           | Gen  | Feb  | Mar  | Apr  | Mag  | Giu  | Lug  | Ago  | Set  | Ott  | Nov  | Dic  | Inv      | Pri      | Est      | Aut      | Anno |
| ------------------- | ---- | ---- | ---- | ---- | ---- | ---- | ---- | ---- | ---- | ---- | ---- | ---- | -------- | -------- | -------- | -------- | ---- |
| T. max. media (°C)  | 9    | 10   | 13   | 18   | 23   | 28   | 31   | 30   | 26   | 21   | 14   | 10   | 9,7      | 18       | 29,7     | 20,3     | 19,4 |
| T. min. media (°C)  | 1    | 2    | 5    | 7    | 12   | 16   | 18   | 18   | 15   | 11   | 6    | 2    | 1,7      | 8        | 17,3     | 10,7     | 9,4  |
| Precipitazioni (mm) | 40   | 38   | 43   | 35   | 43   | 30   | 22   | 20   | 27   | 45   | 58   | 50   | 128      | 121      | 72       | 130      | 451  |

| Mese                    | Gen | Feb | Mar | Apr | Mag | Giu | Lug | Ago | Set | Ott | Nov | Dic |
| Temperature record [°C] | 20  | 22  | 25  | 31  | 36  | 39  | 42  | 39  | 36  | 32  | 27  | 26  |

## Storia

### Antichità

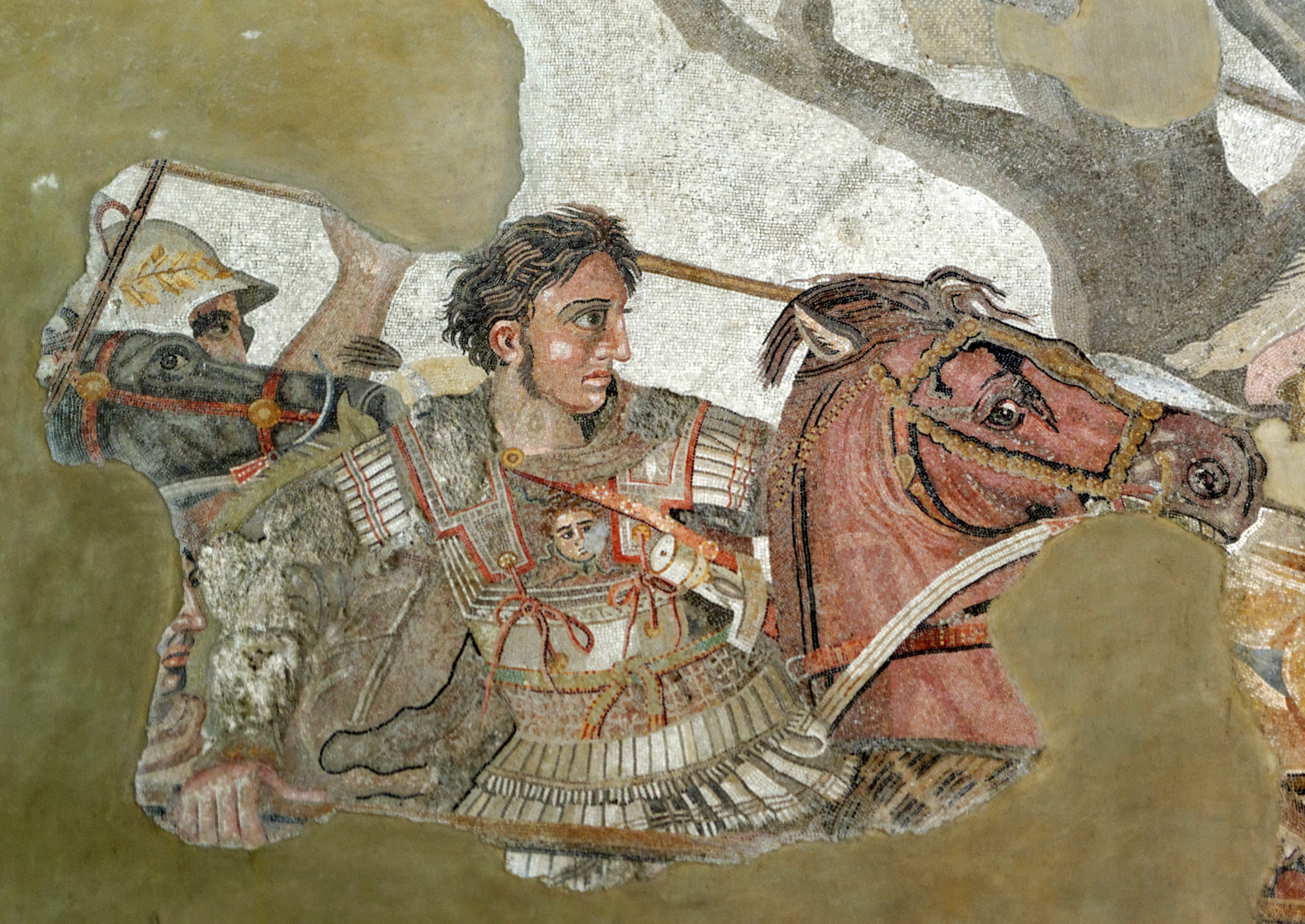
Alessandro Magno.

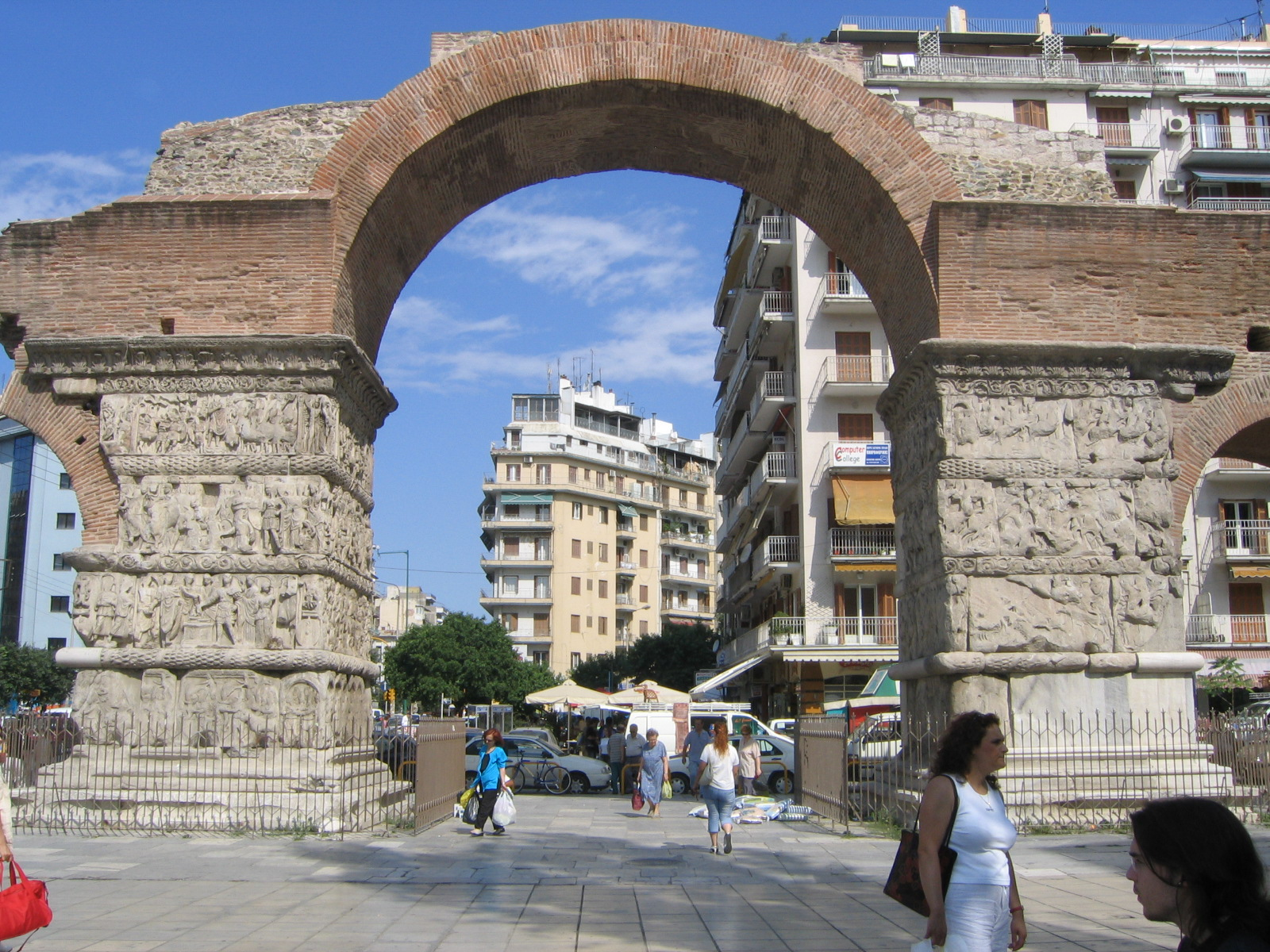
L'Arco di Galerio.

La città venne fondata attorno al 315 a.C. da Cassandro, Re dei Macedoni, nelle vicinanze o sul luogo dove sorgeva l'antica città di Therma e diversi altri villaggi. Cassandro le diede il nome di sua moglie Tessalonica, che era anche sorellastra di Alessandro Magno. Ella venne così chiamata dal padre, Filippo II di Macedonia, per commemorare la sua nascita nel giorno in cui egli ottenne una vittoria (nike) sui Tessali.
Dopo la caduta del regno di Macedonia, nel 146 a.C., Salonicco entrò a far parte dell'Impero romano. Divenne un importante centro commerciale sulla Via Egnatia, una strada romana che collegava Bisanzio (in seguito Costantinopoli, oggi Istanbul) con Durrachium (l'odierna Durazzo, in Albania). La città divenne capitale di uno dei quattro distretti romani di Macedonia, ed era governata da un pretore. Nel 42 a.C., per essersi schierata a fianco di Ottaviano e Marco Antonio contro Cassio e Bruto, i vincitori l'avevano dichiarata 'città libera', col suo dèmos, la sua bulé e con magistrati propri (i politarchi). Tale privilegio le imponeva l'obbligo morale di un lealismo oltre ogni sospetto. Essa ospitava una considerevole colonia ebraica e fu uno dei primi centri della cristianità. Nel suo secondo viaggio missionario, San Paolo predicò nella sinagoga della città, la principale in quella parte di Macedonia, e gettò le fondazioni di una chiesa. L'opposizione nei suoi confronti da parte degli Ebrei lo costrinse a lasciare la città e a trovare rifugio a Veria.
Salonicco ottenne un santo patrono, san Demetrio di Tessalonica, nel 306. Egli era un proconsole romano di Grecia sotto l'imperatore Massimiano, e venne martirizzato a Sirmium, l'odierna Sremska Mitrovica (Serbia). Le sue reliquie sono tuttora ospitate e venerate a Salonicco.
Quando l'Impero romano venne diviso in una parte orientale e una occidentale, governate rispettivamente da Bisanzio/Costantinopoli e Roma, Salonicco ricadde sotto il controllo dell'Impero bizantino. La sua importanza era seconda solo alla stessa Costantinopoli. Nel 390, dopo una rivolta contro l'imperatore Teodosio I, tra i 7.000 e i 15.000 cittadini di Salonicco vennero uccisi per vendetta nell'ippodromo. Un atto per cui Teodosio si guadagnò una scomunica temporanea.

### Medioevo

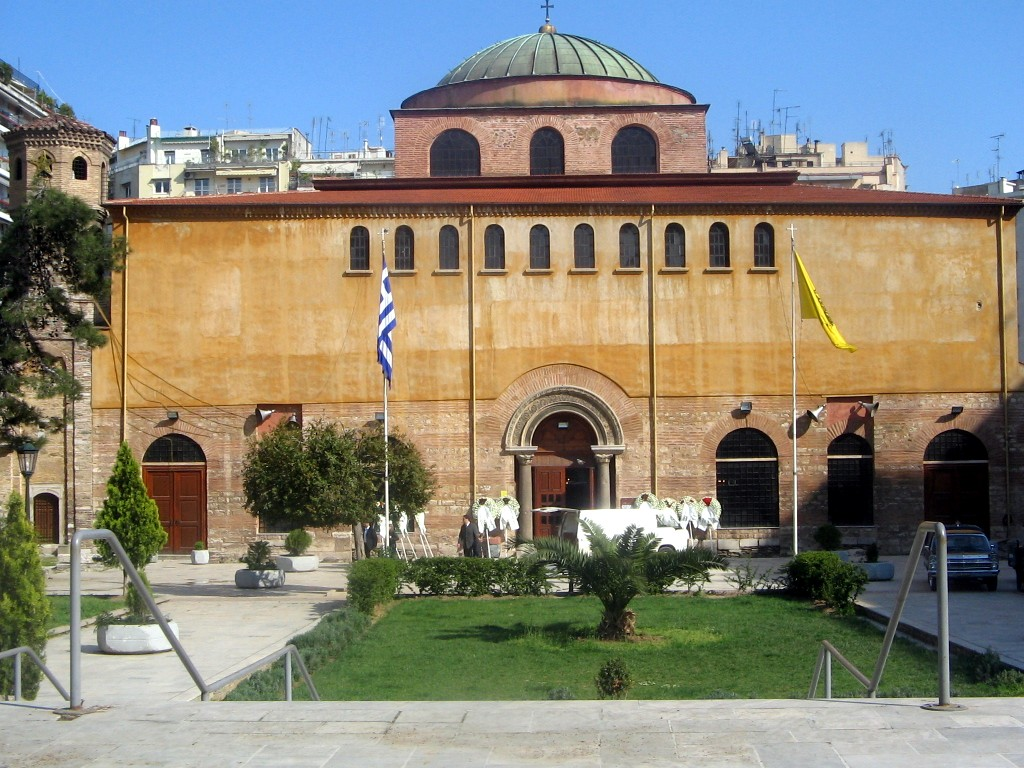
Basilica di Santa Sofia.

Ripetute invasioni barbariche successive alla caduta dell'Impero romano, lasciarono la Macedonia spopolata, e la stessa Tessalonica fu oggetto di attacchi degli Slavi nel VII secolo. Questi non riuscirono a catturare la città, ma una considerevole comunità slava vi si insediò. I fratelli San Cirillo e San Metodio nacquero a Salonicco, e l'imperatore Michele III, affermando che "gli abitanti di Salonicco parlano lo slavonico abbastanza bene", li incoraggiò a visitare le regioni slave settentrionali come missionari. Lo slavo meridionale da essi usato divenne la base dell'Antico slavo ecclesiastico. Nel IX secolo, i bizantini decisero di spostare il mercato per i prodotti provenienti dalla Bulgaria da Costantinopoli a Salonicco. Lo zar Simeone I invase la Tracia, sconfisse un esercito bizantino e costrinse l'impero a riportare il mercato a Costantinopoli.
La città venne occupata dai musulmani nel 904 e dai Normanni di Sicilia nel 1185, con notevoli distruzioni e perdite di vite umane in entrambe le occasioni. L'Impero bizantino ne perse realmente il controllo nel 1204, quando Costantinopoli venne conquistata dalla Quarta crociata. Salonicco e il territorio circostante (il Regno di Tessalonica), divennero il feudo più grande dell'Impero latino di Costantinopoli, che occupava gran parte della Grecia settentrionale e centrale. La città venne data dall'imperatore Baldovino I al suo rivale Bonifacio I del Monferrato, ma nel 1224 venne conquistata da Michele Ducas, il despota greco d'Epiro. La città venne ripresa dall'Impero bizantino nel 1246. Nel 1423 incapace di difenderla dalle invasioni dell'Impero ottomano, il despota bizantino Andronico Paleologo fu costretto a venderla alla Repubblica di Venezia, che la tenne fino a quando venne catturata dal sultano ottomano Murad II nel 1430.

### Epoca moderna

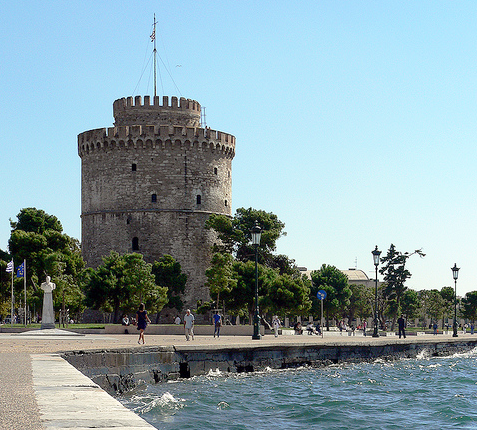
La Torre Bianca

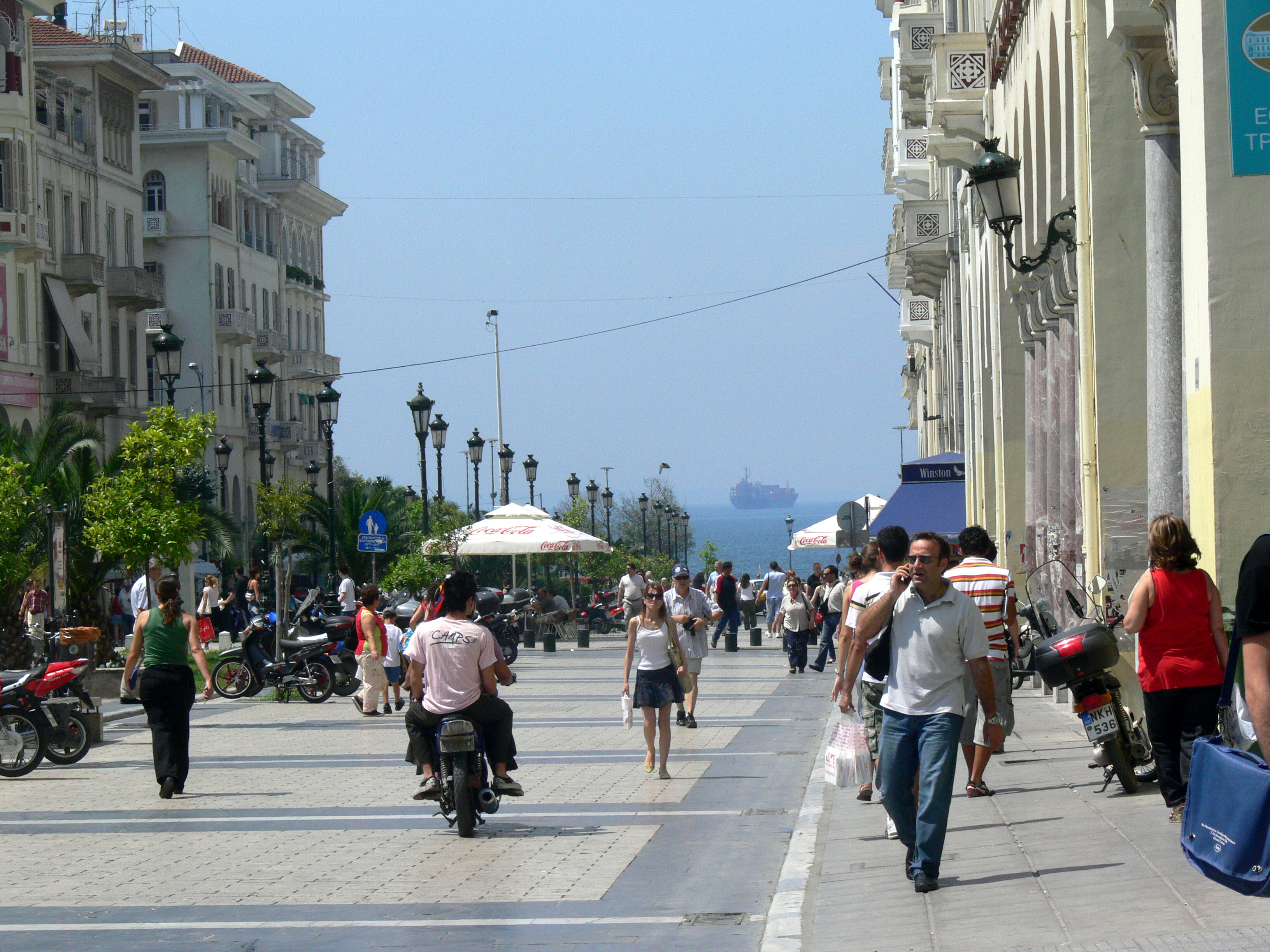
Piazza Aristotele.

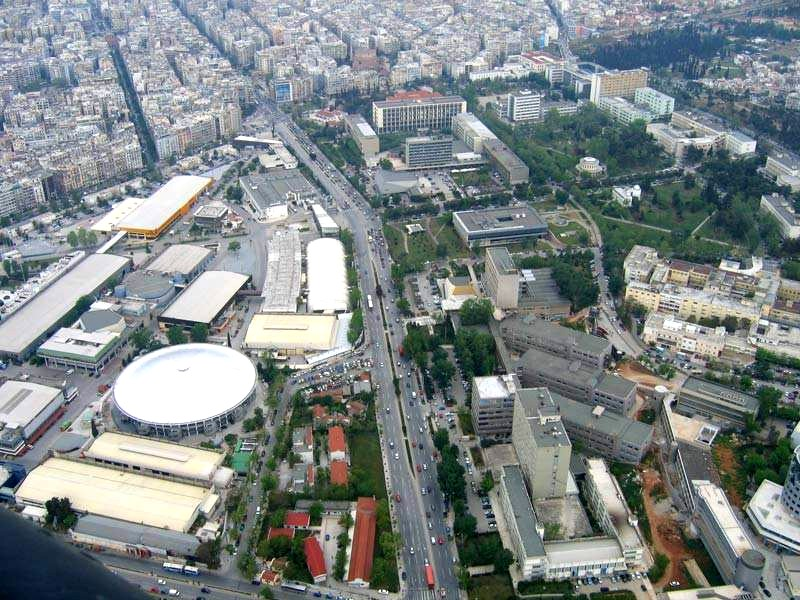
Panorama del centro.

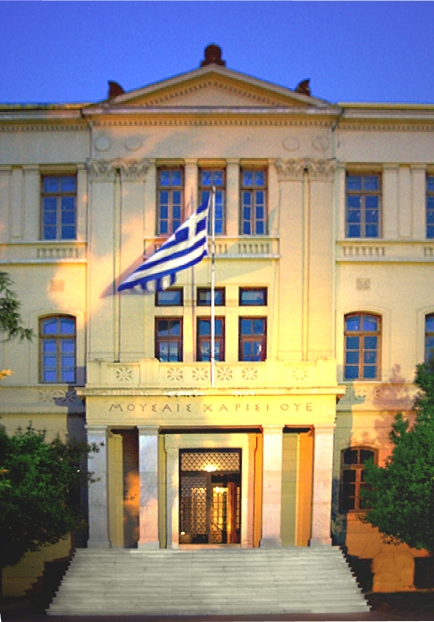
Facoltà di Filosofia, Università Aristotele di Salonicco.

Salonicco, in turco Selanik, rimase sotto controllo ottomano fino al 1912 e divenne una delle città più importanti dell'impero, dotata di un grande porto costruito nel 1901 dai commercianti albanesi. Il fondatore della Turchia moderna, Mustafa Kemal Atatürk, di madre macedone, nacque a Salonicco nel 1881, e il movimento dei Giovani Turchi ebbe qui il suo quartier generale all'inizio del XX secolo. 
La città ha costituito un unicum al mondo, in quanto popolata in maggioranza da ebrei, nel 1910 l'amministrazione comunale contava 132.000 abitanti, di cui 65 000 ebrei, 35 000 greci e 30 000 turchi o musulmani. Gli ebrei erano in gran parte sefarditi, espulsi dalla Spagna e dal Portogallo dopo il 1492. Erano presenti anche alcuni ebrei romei. La lingua quotidiana parlata in città era il Ladino giudeo-ispanico, un linguaggio giudaico derivato dal castigliano del XV secolo. Il giorno di riposo settimanale in città era il sabato, lo Shabbat ebraico. (Per approfondire si veda la voce Storia degli ebrei a Salonicco).
Salonicco fu il principale obiettivo della Grecia nella prima guerra dei Balcani del 1912 contro gli Ottomani, con la città che venne consegnata dall'ultimo contingente turco all'esercito greco giunto in città con un giorno d'anticipo rispetto a quello bulgaro. Re Giorgio I di Grecia venne assassinato a Salonicco nel marzo del 1913. Durante la prima guerra mondiale, una grossa forza di spedizione alleata sbarcò a Salonicco, tra cui un corpo di spedizione italiano per usare la città come base per un'offensiva contro la Bulgaria alleata della Germania. Vi venne stabilito un governo provvisorio pro-alleati, guidato da Eleutherios Venizelos, contro il volere del Re di Grecia, filo-tedesco e a favore della neutralità.
Nel 1917 gran parte della città venne distrutta da un grande incendio di origine sconosciuta, probabilmente accidentale. Venizelos proibì la ricostruzione del centro cittadino fino a quando non fosse stato pronto un progetto moderno. Questo venne completato pochi anni dopo dall'architetto e archeologo francese Ernest Hébrard. Il progetto di Hebrard spazzò via le caratteristiche orientali di Salonicco e la trasformò in una città di stile europeo.
Una conseguenza dell'incendio fu la distruzione delle abitazioni e dei beni di quasi metà della popolazione ebraica, che fu costretta a emigrare. Molti si recarono in Palestina, alcuni salirono sull'Orient Express in direzione Parigi, altri ancora emigrarono in America. Gli ebrei emigrati vennero rapidamente rimpiazzati dai profughi di un altro disastro, noto anche come Catastrofe dell'Asia Minore, pochi anni dopo la guerra, quando nel 1922 a seguito della guerra greco-turca venne attuato lo scambio delle popolazioni greco-ortodosse in Turchia con quelle musulmane in Grecia. La città di conseguenza si espanse enormemente. Venne soprannominata "La capitale dei rifugiati" (Η πρωτεύουσα των προσφύγων, I Protévoussa ton Prosfígon) e "Madre dei poveri" (Φτωχομάνα, Ftohomána), e ancora oggi la cultura e gli abitanti hanno caratteristiche distintamente anatoliche.
Salonicco cadde alle forze della Germania nazista nel 1941 e rimase sotto occupazione tedesca fino al 1944. La città venne ricostruita abbastanza rapidamente dopo la guerra, ma nel 1978 venne gravemente danneggiata da un terremoto. Salonicco è stata Capitale europea della cultura nel 1997, e nel 2014 è stata capitale europea della gioventù.

## Monumenti e luoghi d'interesse

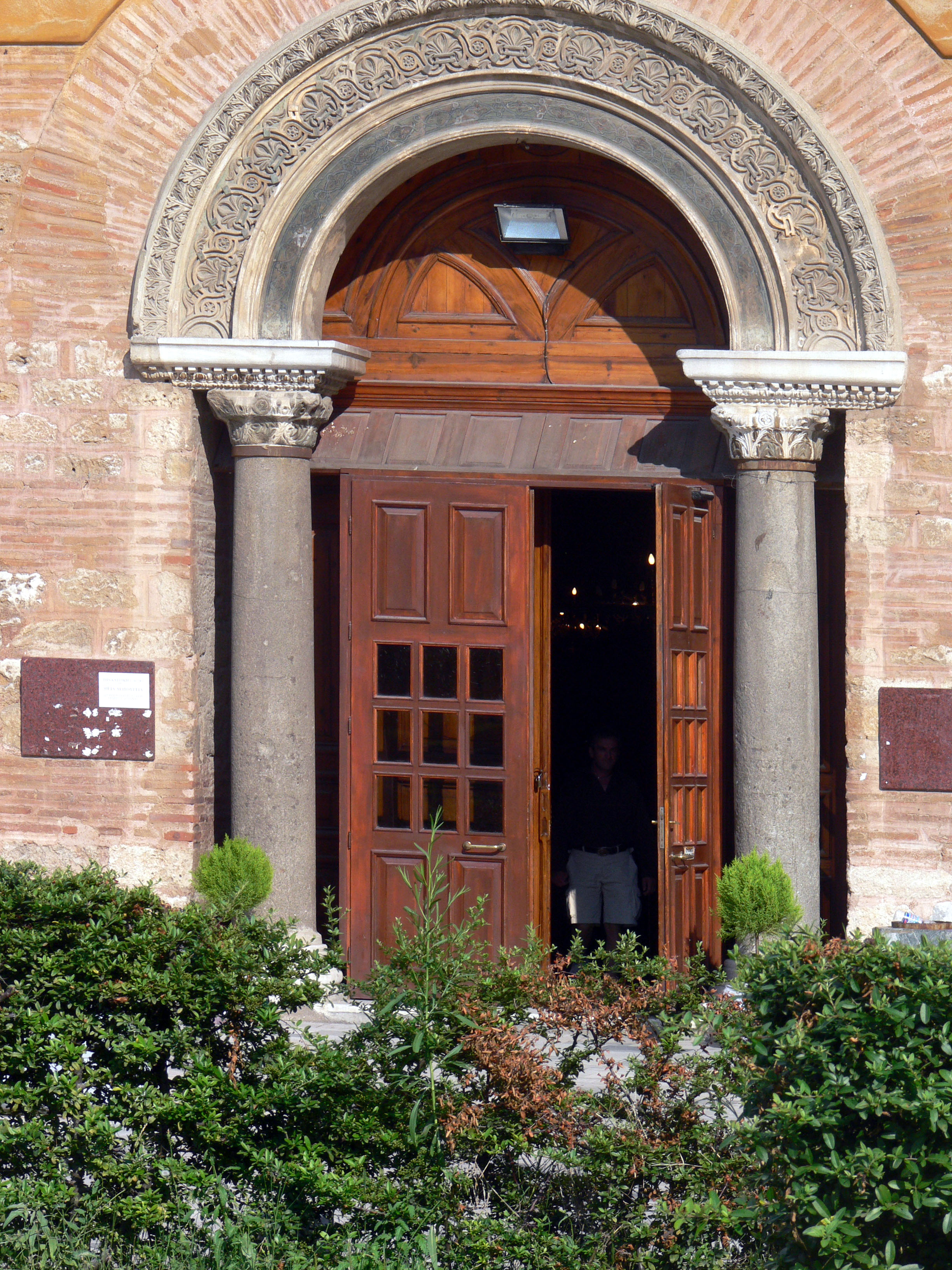
L'entrata di Santa Sofia, stile bizantino.

- La Torre Bianca di Salonicco (Lefkos Pyrgos), considerata il simbolo della città
- Il lungomare
- L'Arco e la Tomba di Galerio
- La Chiesa di San Demetrio e le estese mura cittadine della Città Alta (Ano Poli)
- La Basilica di Santa Sofia
- La Chiesa dei Santi Apostoli, chiesa bizantina del XIV secolo

### Architetture civili
- Villa Bianca e Villa Ahmet Kapanci di stile art nouveau
- Villa Mordoch
- Torre OTE, una torre radio-televisiva

### Siti archeologici
- Cimitero arcaico di Salonicco (Agia Paraskevi)
- Antica Agorà di Salonicco
- Monastero di Latomos
- Toumba

## Società
| Anno | Popolazione | Variazione     |
| ---- | ----------- | -------------- |
| 1981 | 406.413     | -              |
| 1991 | 383.967     | -22.446/-5,52% |
| 2001 | 363.987     | -28.014/-7,29% |

Salonicco rappresenta un unicum, all'interno dell'Unione Europea, per la rapida trasformazione demografica subita nell'ultimo secolo, in particolare dopo la sua annessione allo Stato greco nell'autunno del 1912, al termine della Prima Guerra Balcanica. Al momento della liberazione la comunità greca occupava il terzo posto su un totale di 157.887 abitanti, si contavano 39.965 greci (25,3%) contro 61.439 ebrei (38,9%), 45.867 turchi (29%), 6.263 bulgari (3,9%) e 4.364 (2,7%) persone di varie altre nazionalità.

Nel giro di pochi anni, nel 1916, su un totale di 165.704 abitanti l'elemento greco questa volta occupa il primo posto con 68.205 abitanti (41,33%), contro i 61.400 (37%) della comunità ebraica e i circa 30.000 (18%) della comunità musulmana.

Negli anni successivi queste proporzioni sono cambiate totalmente. Il mutamento radicale della carta demografica ed etnologica di Salonicco e di tutta la Macedonia è avvenuto attraverso due avvenimenti che hanno sconvolto la struttura demografica e l'identità stessa della città.

Il primo è lo scambio di popolazioni tra la Grecia da una parte e la Bulgaria e la Turchia dall'altra (1919-1926). Con questo scambio (il più grande nella storia dell'Europa sud-orientale e del Mediterraneo orientale) l'elemento greco in 15 anni ha avuto un'impennata sia in Macedonia (88,3% nel 1926) sia nella periferia di Salonicco (80%).

Il secondo fattore è dato dalle conseguenze dell'invasione italiana e tedesca (1941) e il conseguente annientamento della quasi totalità della comunità ebraica. Di quella che è stata una delle più ricche e composite "capitali ebraiche" d'Europa resta oggi molto poco. Visitando la città potrebbe essere interessante il vecchio quartiere turco che ospitando molte attività commerciali sta vivendo una nuova vita.

## Cultura

### Istruzione
La città ha due università: l'Università Aristotele di Salonicco, la più grande università greca (fondata nel 1926), e l'Università di Macedonia.

### Musei
- Cripta di San Demetrio di Salonicco
- Museo ebraico di Salonicco (Museo Djudio de Salonik)
- Museo macedone di arte moderna di Salonicco
- Museo statale di arte moderna che tra l'altro conserva le 1275 opere della collezione Kostaki, una delle maggiori al mondo riguardanti l'avanguardia artistica russa.
- Museo del folklore e etnologico, ospitato nella Casa Modiano
- Museo della cultura bizantina
- Museo archeologico di Salonicco
- Museo del cinema di Salonicco
- Museo della lotta macedone di Salonicco
- Museo dello sport di Salonicco
- Museo dell'acqua di Salonicco
- Torre Bianca di Salonicco, museo e monumento

### Cucina
La bougatsa è considerata il tipico dolce di Salonicco, un impasto ripieno di crema dolce, formaggio o carne tritata.
Ottimo è anche il gyros con carne di maiale, preparato in gran parte della città.

## Economia

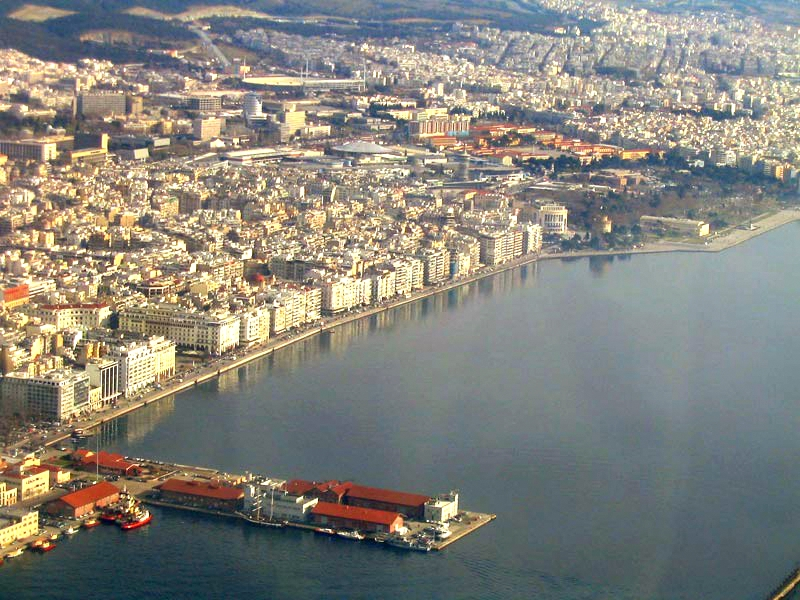
Panorama del porto.

Salonicco è un'importante città portuale e un importante centro commerciale e industriale. Le industrie locali producono olio, acciaio, prodotti petrolchimici, tessili, macchinari, farina, cemento, farmaceutici, e liquori. La città è anche un importante snodo per i trasporti dell'Europa sud-orientale.

## Amministrazione

### Sindaci
- Konstantinos Merkouriou (1937 - 1943)
- George Sermetis (1943 - 1944)
- Petros Levis (1945 - 1946)
- Christos Konstantinou (1946 - 1950)
- Ioannis Manesis (23 agosto 1950-7 giugno 1951)
- Pantelis Petrakakis (1951-1955)
- Minas Patrikios (1956-1959)
- Ioannis Papailiakis (1959-1964)
- Konstantinos Tsiros (1964-1967)
- Vyron Antoniadis (5 agosto 1967 - 12 aprile 1968)
- Alexandros Konstantinidis (12 aprile 1968-8 febbraio 1970)
- Christos Floridis (8 febbraio 1970-30 agosto 1974)
- Dimitrios Zannas (30 agosto 1974 - 24 settembre 1974)
- Stergios Vallas (24 settembre 1974-1 giugno 1975)
- Michalis Papadopoulos (1 giugno 1975-gennaio 1982)
- Kostis Moskof (6 febbraio 1982-17 febbraio 1982)
- Athanasios Giannousis (17 febbraio 1982-31 dicembre 1982)
- Theocharis Manavis (1 gennaio 1983-31 dicembre 1986)
- Sotiris Kouvelas (1987-1989)
- Konstantinos Kosmopoulos (1989-1998)
- Dimitris Dimitriadis (1998)
- Vasilios Papageorgopoulos (1999-2010)
- Yiannis Boutaris (2010-2019)
- Konstantinos Zervas (2019 - in carica)

### Gemellaggi
- Hartford 5 maggio 1962[6][7]
- Plovdiv 27 febbraio 1984
- Melbourne 19 marzo 1984[8]
- Limassol 30 giugno 1984
- Lipsia 10 ottobre 1984
- Bologna 20 ottobre 1984
- Bratislava 23 aprile 1986[9]
- Colonia 3 maggio 1988
- Costanza 5 luglio 1988[10]
- San Francisco 6 agosto 1990
- Marsiglia, dal 14 febbraio 1991
- Nizza 20 marzo 1992
- Alessandria d'Egitto 12 luglio 1993
- Tel Aviv 24 novembre 1994
- Siracusa 18 marzo 2007
- Cepagatti 17 gennaio 2008
- Tirana[11]
- Durazzo
- Cosenza 08 luglio 2019[12]

## Sport

### Pallacanestro
Le squadre di Salonicco che partecipano alla Lega A1 (Prima divisione) sono:
- Aris
- PAOK
- Īraklīs

L'Īraklīs fu la prima squadra a vincere il titolo nazionale nel 1927-1928 e vinse nuovamente nel 1934-1935. Uno dei primi giocatori dell'Īraklīs, Abatzioglou, fu uno dei 13 fondatori della FIBA, la federazione internazionale della pallacanestro. In Grecia la maggior parte delle squadre possiede uno stadio. Queste tre squadre possiedono 3 stadi distinti nei quali si allenano e giocano le partite.
Altre squadre minori sono il MENT BC Vassilakis e il ICBS Salonicco BC.

### Calcio
- Arīs Salonicco - fondata nel 1914
- Iraklis Gymnastikos Syllogos Thessalonikis - fondata nel 1908
- PAOK - fondata nel 1926

Al 2004, le squadre di cui sopra sono le uniche tre squadre di Salonicco ad aver vinto un campionato nazionale e ad aver giocato nelle coppe europee. L'Iraklis ha inoltre vinto la Coppa dei Balcani per club nel 1984-1985. Queste squadre hanno partecipato alla massima divisione del campionato greco fin dalla sua introduzione nel 1959-1960, con due sole eccezioni (l'Iraklis nel 1980-1981 e l'Aris nel 1997-1998). Altre squadre di Salonicco che hanno giocato in prima divisione sono Apollon, Makedonikos, e Thermaikos.
Nel 2004 la città ha ospitato alcune partite di calcio delle Olimpiadi di Atene 2004.

### Podismo
La città è il punto d'arrivo della Maratona di Alessandro il Grande, gara podistica istituita nel 2006 che si svolge nel mese di aprile.